# Simunansaari
Simunansaari är en ö i Finland. Den ligger i sjön Liponselkä och i kommunen Lembois i den ekonomiska regionen Tammerfors och landskapet Birkaland, i den södra delen av landet, 140 km nordväst om huvudstaden Helsingfors. Öns area är 0,4 hektar och dess största längd är 180 meter i nord-sydlig riktning.